# Канова (река)
Канова (англ. Kanawha River) — река на западе центральной части штата Западная Виргиния, США. Левый приток реки Огайо. Длина составляет 156 км; площадь бассейна — 31 691 км².
Берёт начало у городка Голи-Бридж, в округе Фейетт, примерно в 56 км к юго-востоку от города Чарлстон, как слияние рек Нью-Ривер и Голи. Течёт преимущественно в северо-западном направлении, протекая через территорию округов Фейетт, Канова, Патнам и Мейсон. Впадает в реку Огайо в районе города Пойнт-Плезант, на высоте 164 м над уровнем моря. Судоходна до города Дипуотер, в 32 км выше по течению от Чарлстона. Крупные притоки: Элк, Коул-Ривер и Покаталико.
В Чарлстоне на берегах реки расположены Капитолий штата и кампус частного университета.